# Wilson da Silva Piazza
Wilson da Silva Piazza (* 25. Februar 1943 in Ribeirão das Neves, Bundesstaat Minas Gerais, Brasilien) ist ein ehemaliger brasilianischer Fußballspieler.
Der Innenverteidiger Piazza kam 1964 zum brasilianischen Spitzenclub Cruzeiro EC nach Belo Horizonte. Für diesen Verein spielte er bis zu seinem Karriereende 1979. Mit Cruzeiro gewann er unter anderem 1966 die brasilianische Meisterschaft, den Taça Brasil, und 1976 in den Finalspielen gegen River Plate aus Argentinien die Copa Libertadores.
Am 25. Juni 1967 gab er sein Debüt in der brasilianischen Fußballnationalmannschaft, wobei er in einer neu formierten Mannschaft sofort als Kapitän fungierte. Diese Funktion hatte er auch in den beiden folgenden Spielen inne, kam danach aber nur noch zu sporadischen Einsätzen. Während der Qualifikation für die Fußball-Weltmeisterschaft 1970 wurde  er Stammspieler der Seleção und kam auch bei allen Spielen der WM zum Einsatz, wo er Fußball-Weltmeister wurde. Im Mai 1973 wurde er erneut Kapitän der Nationalmannschaft und übte dieses Amt auch in den ersten drei Spielen bei der Fußball-Weltmeisterschaft 1974 in Deutschland aus. Im dritten Spiel wurde er ausgewechselt und wurde in der Zwischenrunde und im Spiel um Platz 3, wo Brasilien Vierter wurde, nicht mehr eingesetzt. Nach der WM kam er noch zu vier weiteren Länderspielen. Insgesamt bestritt er bis 1976 51 Länderspiele.

## Erfolge
Nationalmannschaft
- Copa Río Branco: 1967, 1968
- Weltmeister 1970 (6 Spiele / 0 Tore)
- Copa Roca: 1971
- Taça Independência: 1972

Cruzeiro
- Staatsmeisterschaft von Minas Gerais (10): 1965, 1966, 1967, 1968, 1969, 1972, 1973, 1974, 1975, 1977
- Taça Brasil: 1966
- Copa Libertadores: 1976